# Jogindarnagar
Jogindarnagar là một thị xã và là một nagar panchayat của quận Mandi thuộc bang Himachal Pradesh, Ấn Độ.

## Địa lý
Jogindarnagar có vị trí 31°59′B 76°46′Đ / 31,98°B 76,77°Đ Nó có độ cao trung bình là 1010 mét (3313 feet).

## Nhân khẩu
Theo điều tra dân số năm 2001 của Ấn Độ, Jogindarnagar có dân số 5046 người. Phái nam chiếm 53% tổng số dân và phái nữ chiếm 47%. Jogindarnagar có tỷ lệ 79% biết đọc biết viết, cao hơn tỷ lệ trung bình toàn quốc là 59,5%: tỷ lệ cho phái nam là 84%, và tỷ lệ cho phái nữ là 74%. Tại Jogindarnagar, 10% dân số nhỏ hơn 6 tuổi.